# Герб комуни Гербю
Герб комуни Гербю (швед. Hörby kommunvapen) — символ шведської адміністративно-територіальної одиниці місцевого самоврядування комуни Гербю. 

## Історія
Герб було розроблено для торговельного містечка (чепінга) Гербю. Отримав королівське затвердження 1949 року.    
Після адміністративно-територіальної реформи, проведеної в Швеції на початку 1970-х років, муніципальні герби стали використовуватися лишень комунами. Цей герб був 1971 року перебраний для нової комуни Гербю.
Герб комуни офіційно зареєстровано 1974 року.

## Опис (блазон)
Щит перетятий, у верхньому червоному полі срібні терези, під якими такий же меч вістрям вгору, у нижньому срібному полі червоний косий хрест.

## Зміст
Ваги і меч є символом справедливості та правосуддя і вказують, що в Гербю знаходився в XVІI столітті суд гераду (територіальної сотні) Фрост. Хрест означає перехрестя доріг і значення міста як транспортного вузла.     